# Eustrotiopis
Eustrotiopis là một chi bướm đêm thuộc họ Erebidae.